# Uragano rasta
Uragano rasta è il primo libro autobiografico del cantante reggae Babaman, scritto a quattro mani con F.T. Sandman ed edito da Chinaski edizioni. È stato presentato la prima volta alla libreria Feltrinelli di corso Buenos Aires, a Milano, il 7 ottobre 2013.